# Beccariola orca
Beccariola orca is een keversoort uit de familie zwamkevers (Endomychidae). De wetenschappelijke naam van de soort werd in 1898 gepubliceerd door Karl Maria Heller.